# European Champions
European Champions is een computerspel dat werd ontwikkeld door x en uitgegeven door Ocean Software. Het spel kwam in 1993 uit voor de Commodore Amiga en DOS. Een jaar later werd een versie voor de Atari ST uitgebracht. Het spel is een voetbalspel. Men kan competitie of toernooi spelen. In totaal heeft het spel 32 teams die bestaan uit de topclubs van Europa.

## Platform
- Amiga (1993)
- Atari ST (1994)
- DOS (1993)

## Ontvangst
| Beoordeeld door                | Platform | Datum          | Score |
| ------------------------------ | -------- | -------------- | ----- |
| Tilt                           | Amiga    | december 1993  | 88%   |
| Amiga Joker                    | Amiga    | juli 1993      | 87%   |
| Secret Service / New S Service | DOS      | juli 1994      | 80%   |
| Amiga Dream                    | Amiga    | december 1993  | 79%   |
| PC Games (Duitsland)           | DOS      | mei 1994       | 74%   |
| Power Play                     | Amiga    | september 1993 | 74%   |
| Amiga Games                    | Amiga    | september 1993 | 72%   |
| WIZ                            | DOS      | juli 1994      | 70%   |
| High Score                     | Amiga    | januari 1994   | 40%   |
| PC Player (Duitsland)          | DOS      | mei 1994       | 38%   |